# Blanka
Blanka je vlastní dívčí jméno. Pochází ze středověké latiny, kde blancus znamená „bílý“. Blanka je tedy „bílá“ či „běloskovoucí“.
V České republice má svátek 2. prosince, na Slovensku 16. června, ve Španělsku 5. srpna, v Polsku 7. října a 1. prosince, v Maďarsku 10. srpna, 25. října a 1. prosince.

## Statistické údaje
Následující tabulka uvádí četnost jména v ČR a pořadí mezi ženskými jmény ve srovnání dvou roků, pro které jsou dostupné údaje MV ČR – lze z ní tedy vysledovat trend v užívání tohoto jména:
| Rok       | Četnost    | Pořadí   |
| 1999      | 34 911     | 42.      |
| 2002      | 34 748     | 45.      |
| Porovnání | o 163 méně | o 3 hůře |
| 2006      | 33 978     | 47.      |

Změna procentního zastoupení tohoto jména mezi žijícími ženami v ČR (tj. procentní změna se započítáním celkového úbytku žen v ČR za sledované tři roky 1999–2002) je +0,3 %.

## Blanka v jiných jazycích
- Francouzsky: Blanche
- Italsky: Bianca
- Španělsky: Blanca
- Česky: Běla
- Srbochorvatsky: Bjela

## Slavné Blanky
- Blanka z Valois (1316–1348) – první manželka Karla IV.
- Blanka Albrechtová (* 1951) – česká básnířka, novinářka a učitelka
- Blanka Anglická (1392–1409) – členka rodu Lancasterů a dcera anglického krále Jindřicha IV. a jeho první manželky Marie de Bohun
- Blanka Bohdanová (1930–2021) – česká herečka
- Blanka Bourbonská (1339–1361) – kastilská královna z rodu Bourbonů
- Blanka Bourbonsko-Kastilská (1868–1949) – princezna španělská a sňatkem rakouská arcivévodkyně a princezna toskánská
- Blanka Bretaňská (1271–1327) – paní z Conches-en-Ouche, Mehun-sur-Yèvre, Nonancourtu a Domfrontu
- Blanka Burgundská – savojská hraběnka z burgundské dynastie a majitelka bohatě iluminovaných Hodinek
- Blanka Burgundská (1296–1326) – francouzská a navarrská královna, první manželka krále Karla IV.
- Blanka Cichon (* 1979) – česká divadelnice
- Blanka Čechová (* 1980) – česká spisovatelka a právnička
- Blanka Červinková (1942–2002) – česká muzikoložka
- Blanka de La Cerda y Lara (1317–1347) – španělská šlechtična
- Blanka Francouzská – dcera Ludvíka IX., manželka Ferdinanda de la Cerda
- Blanka Francouzská – dcera Filipa III., manželka Rudolfa Habsburského
- Blanka Francouzská – dcera Karla IV., manželka Filipa Orleánského
- Blanka Henešová (* 1965) – česká atletka
- Blanka Hyková (* 1946) – česká a československá politička
- Blanka Jakubčíková (* 1971) – česká malířka a básnířka
- Blanka Javorská (* 1984) – česká modelka a superfinalistka České Miss 2007
- Blanka Kastilská (1188–1252) – manželka Ludvíka VIII., regentka a správkyně království
- Blanka Kastilská – infantka Kastilie a členka Burgundsko-Ivrejské dynastie
- Blanka Kubešová (* 1944) – česká spisovatelka a scenáristka žijící ve Švýcarsku
- Blanka Kulínská (1935–2022) – česká sbormistryně a pedagožka
- Blanka Lancia – italská šlechtična, která byla milenkou a pozdější manželkou císaře Fridricha II.
- Blanka Malá (* 1965) – česká rozhlasová moderátorka
- Blanka Marie Sforza (1472–1510) – milánská princezna, krátce vévodkyně savojská
- Blanka Matragi (* 1953) – módní návrhářka
- Blanka Modrá (* 1946) – česko-rakouská tanečnice a herečka
- Blanka Namurská (1318/1320–1363) – manželka švédského a norského krále Magnuse Erikssona, norská královna v letech 1336–1355 a švédská královna od roku 1336 do své smrti
- Blanka Navarrská (1137–1156) – manželka budoucího kastilského krále Sancha III.
- Blanka Navarrská (1226–1283) – bretaňská vévodkyně a zakladatelka cisterciáckého kláštera Joie
- Blanka Navarrská (1177 – 12./14. března 1229) – hraběnka ze Champagne a dlouhá léta regentka hrabství za nezletilého syna
- Blanka Navarrská (1330/1335–1398) – francouzská královna, dcera navarrského krále Filipa III. a Johany Navarrské
- Blanka Navarrská – kněžna z Asturie a titulární navarrská královna
- Blanka Navarrská (1385–1441) – sicilská a navarrská královna
- Blanka Nedvědická (* 1962) – česká horolezkyně, sportovkyně, dobrovolná učitelka v indické škole a regionální politička
- Blanka Nováková (* 1985) – česká malířka
- Blanka Paulů (* 1954) – česká sportovkyně, běžkyně na lyžích
- Blanka Rozkošná (* 1968) – česká historička
- Blanka Táborská (* 1955) – česká zpěvačka
- Blanka Vlašičová (* 1983) – chorvatská atletka
- Blanka Waleská (1910–1986) – česká herečka

## Jiné Blanky
- Blanka – fantasticko-romantická opera českého skladatele Karla Šebora